# Osobní vlak

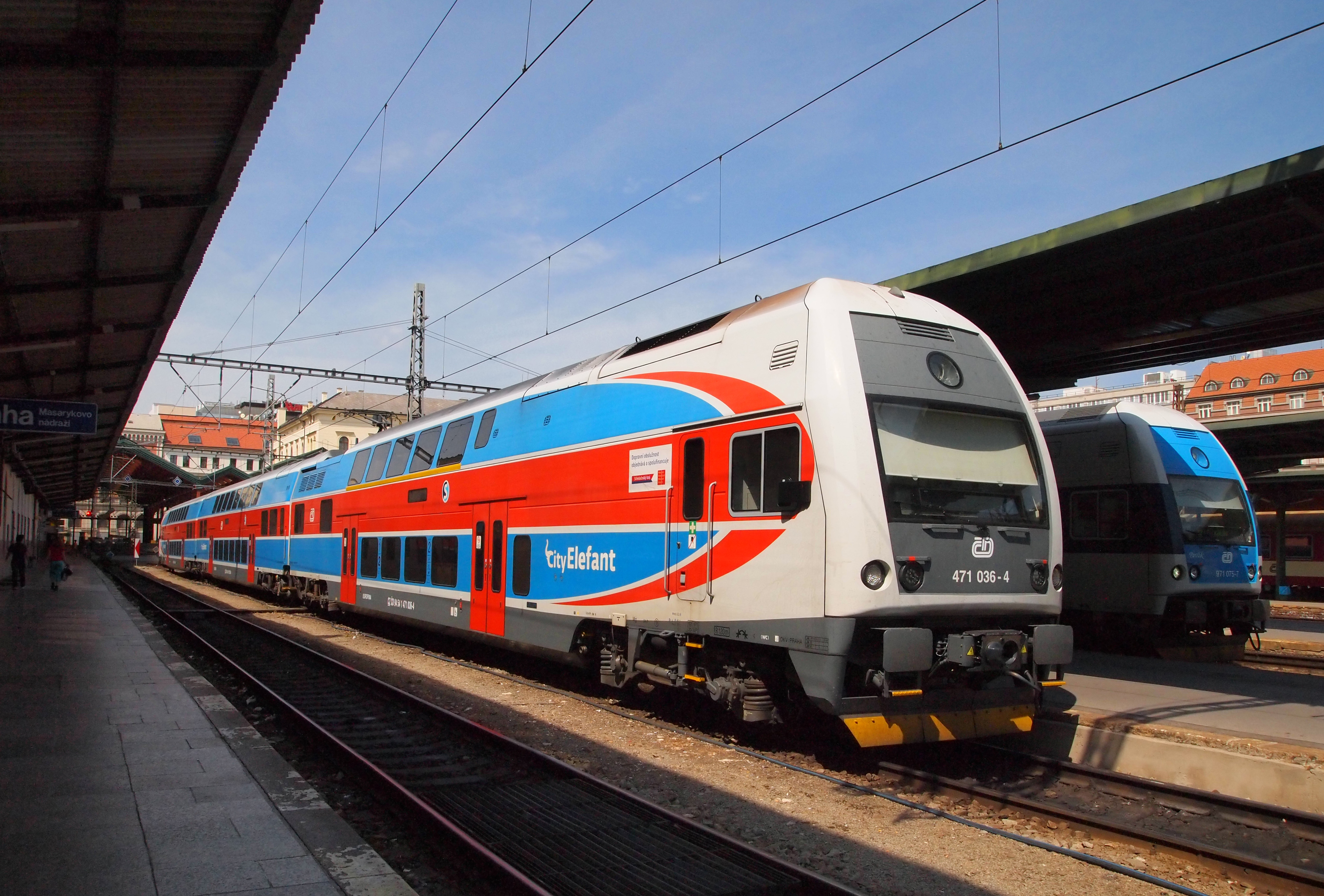
Osobní vlak na pražském Masarykově nádraží

Osobní vlak (značka Os) je na tratích Správy železnic označení druhu vlaku, který zajišťuje přepravu většinou na krátké vzdálenosti na určité trati. Osobní vlaky zastavují až na výjimky ve všech stanicích a zastávkách. V minulosti se v provozu ČSD vyznačovaly také tím, že na nich platilo základní jízdné, zatímco ve vlacích vyšších kategorií bylo nutné platit příplatek. Obdobná kategorie vlaků se používá i na regionálních českých tratích provozovaných jinými subjekty (JHMD, Viamont – resp. PDV Railway, OKD Doprava) i v řadě dalších zemí a je užívána i pro přeshraniční regionální vlaky.
Výraz osobní vlak se používá také v širším významu jako souhrnné označení všech vlaků určených pro přepravu cestujících (vlaků osobní přepravy) bez ohledu na jejich druh, tedy včetně rychlíků, expresů, spěšných vlaků a vlaků různých speciálních kategorií. V pražském metru je osobní vlak označení pro pravidelné i mimořádné vlaky určené pro přepravu cestujících.